# Успенская церковь (Владимировка)
Успенская церковь — православный храм в станице Владимировской, Ростовская область, является ценным не только с религиозной, но и с исторической точки зрения. Является первым православным храмом, возведённым на Сулинской земле.

## История
Первый храм — Успенский молитвенный дом — был возведён и открыт в 1830 году в слободе Новоивановка (в настоящее время станица Владимировская) на деньги прихожан и супруги подполковника Марии Ивановны Бобриковой. Церковь была из дерева, лишь фундамент из камня, колокольни не было, колокола подвешивались на столбы.
В 1874 году начали возведение нового храма, а сруб предыдущего в 1877 году продали в хутор Свинарев, Усть-Белокалитвенская станица, за 3001 рубль. В том же году строительство нового храма было завершено за деньги казака Степана Шевырева. Перед смертью на постройку храма он завещал более 18 тыс. рублей. Новый храм был дерева, фундамент каменный, однопрестольная, стоимость её составляла 18500 р.
Штат Успенской церкви состоял из священника, дьякона и псаломщика. Отдельно отчерченной земли у храма не было, но причт использовал участки по 10 десятин каждый (священник имел — 2, дьякон — 1,5, псаломщик — 1 пай). Священник и его семья жили в церковном деревянном доме, с кровлей из листового металла, а дьякон жил в съёмной квартире. Псаломщик жил в собственном доме.
Владимирскому приходу не полагалось отдельного материального обеспечения. Основным источником была плата за отправление обрядов и аренда земельных участков. Прихожане могли оплатить услуги как деньгами, так и в натуральной форме (хлебом). В 1904 году доход был 1200 рублей, плюс 400 мер хлебом. Помимо этого, ряд неизвестных благодетелей передал на нужды церкви 1600 рублей.
С 1830 года в церкви велась метрическая книга, которая там же и находилась.
Раньше рядом с церковью проходил Московско-Кавказский тракт, который связывал столицы Российской империи с Доном, Кубанью и Кавказом, возле церкви располагался постоялый двор для отдыха путников. Достоверно известно, что в нём останавливались на отдых такие персоны, как поэт А. С. Пушкин и два царя: Николай I и Александр II, которые приходили в местный Успенский храм.
Здешние казаки с почтением относились к церкви. На их деньги было закуплено всё нужное. А престольный праздник Успения превратился в станичный праздник. Приход Успенского храма являлся одним из наибольших в округе — 3,5 тысячи прихожан.
В церкви местные жители крестили детей, венчали супружеские пары, отпевали покойных. В церковь приходили жители соседних хуторов и сёл. В конце XIX — начале XX века в приходе Успенской церкви были организованы и функционировали на деньги Донской епархии и прихожан три церковно-приходских школы: Владимировская, Прохоровско-Кундрюченская, Калиновско-Осиповская.
Успенский храм перестал функционировать в 20-х годах прошлого века и использовался в качестве склада. В период нацистской оккупации в 1942 году храм возобновил работу и снова был закрыт в 50-е годы во время религиозных гонений. Храм переоборудовали в сельский дом культуры, который находится в здании и в настоящее время.